# Dolary prezydenckie (seria monet)

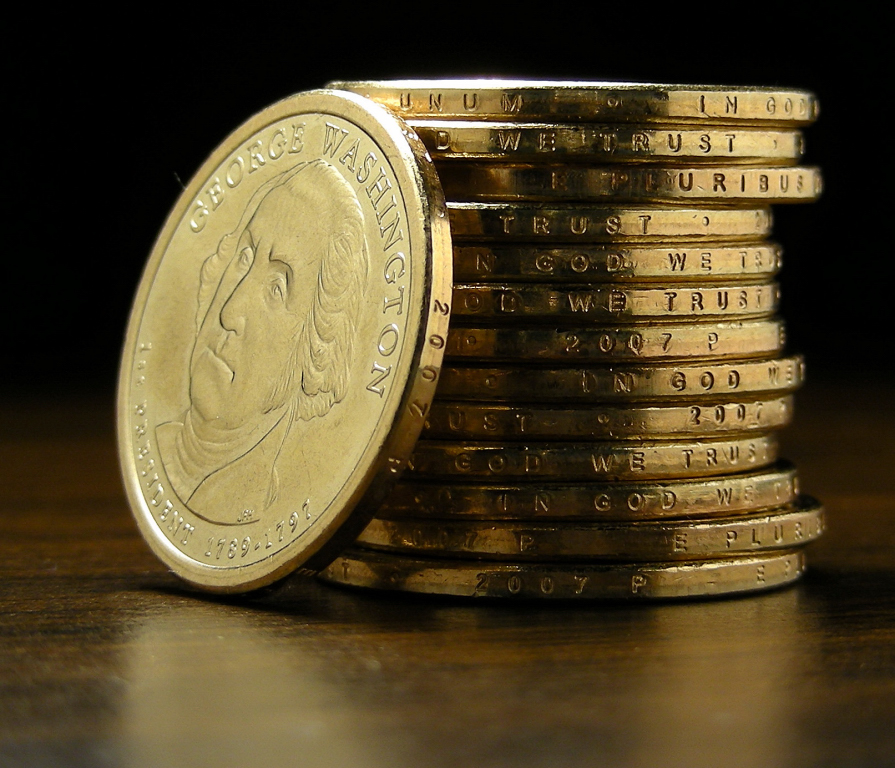
Stos jednodolarówek prezydenckich z widocznym napisem na rancie

Dolary prezydenckie – seria monet jednodolarowych emitowana przez Mennicę Stanów Zjednoczonych. O emisji podjął decyzję Kongres Stanów Zjednoczonych ustawą z 22 grudnia 2005. Na rewersie przedstawieni mają być wszyscy amerykańscy prezydenci.

## Prace nad ustawą
Senacki projekt dotyczący ustawy emisyjnej został przedłożony przez senatora Johna Edwarda Sununu z New Hampshire przy poparciu siedemdziesięciu innych senatorów 17 maja 2005. Senacka Komisja Bankowości, Mieszkalnictwa i Rozwoju Miast oceniła go pozytywnie wydając stosowne oświadczenie 29 lipca 2005. Ustawa została zaaprobowana przez senat z niewielkimi zmianami 18 listopada 2005. Kongres zaaprobował projekt 13 grudnia 2005, który 15 grudnia 2005 trafił do Białego Domu. Prezydent George W. Bush podpisał ją 22 grudnia 2005.

## Charakterystyka monet

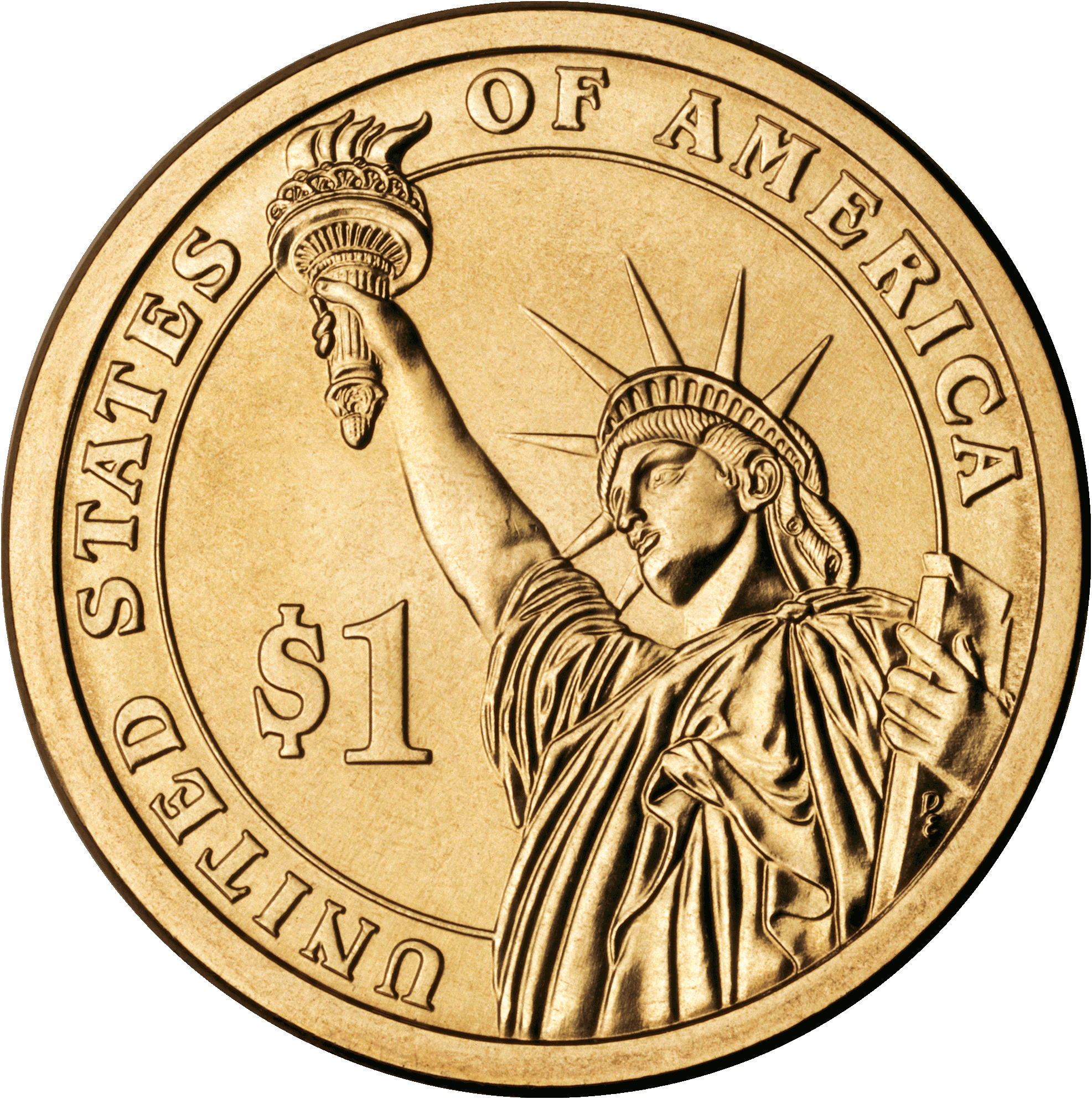
Rewers jednodolarówki ze Statuą Wolności

Każda z monet posiada wartość 1 dolara amerykańskiego. Charakteryzuje się masą 8,1 g, średnicą 26,5 mm i grubością 2 mm. Monety bite są w miedzi platerowanej mosiądzem (Cu 88,5%, Zn 6%, Mn 3,5%, Ni 2%).

## Program emisji
Emisję rozpoczęto 1 stycznia 2007. Założono, iż emisja nie zostanie zakończona, dopóki nie zostaną uczczeni wszyscy sprawujący władzę prezydenci. Zaplanowano emisję czterech monet każdego roku, z czterema podobiznami prezydentów na awersie w kolejności chronologicznej, biorąc pod uwagę daty sprawowania urzędu. Na potrzeby mennicy program zyskał oficjalną nazwę: The Presidential $1 Coin Program. Pierwszą monetę z serii, przedstawiającą prezydenta George’a Washingtona, puszczono w obieg 15 lutego 2007 z okazji Dnia Prezydenta, który obchodzono cztery dni później.
Na rewersie każdej z monet znajduje się przedstawienie nowojorskiej Statuy Wolności oraz napisy „$1” i „United States of America”. Na rancie umieszcza się rok emisji, znak menniczy, 13 gwiazdek oraz wezwanie E pluribus unum z Wielkiej Pieczęci Stanów Zjednoczonych. Napis układa się w następujący sposób: ★★★★★★★★★★ 2009 D ★★★ E PLURIBUS UNUM.
Przed rokiem 2009 motto In God we trust było częścią napisu na rancie monety. Tekst ustawy nie wymienia zalecanego koloru monety, mennica bije jednodolarówki prezydenckie w tym samym kolorze co typową złotą jednodolarówkę (ang. golden dollar). Jednodolarówki prezydenckie są pierwszymi od czasów złotej dwudziestodolarówki St. Gaudens Double Eagle obiegowymi monetami amerykańskimi posiadającymi napisy na rancie. Monet takich nie bito w Stanach Zjednoczonych od lat 90. XVIII wieku. Zaniechanie spowodowane było działaniem zapobiegawczym. Chciano uniemożliwić ścieranie rantów monet, poprzez które oszukiwano prowadzących transakcje. W grudniu 2007 Kongres uchwalił, iż napis „In God we trust” będzie bity na rewersie lub awersie monety. Tym samym prawem objęto bicie monet ćwierćdolarowych dla terytoriów zależnych: Waszyngtonu, Portoryko, Marianów Północnych, Guamu, Wysp Dziewiczych Stanów Zjednoczonych oraz Samoa Amerykańskiego.
Centralny program emisji jednodolarówek prezydenckich został wprowadzony w celu zapobieżenia nieszczęśliwego przyjęcia tzw. Sacagawea dollar, który miał problemy z powszechnym wejściem w użycie na terenie Stanów Zjednoczonych. Ustawa wyszła naprzeciw sektorowi prywatnemu, który oczekiwał bicia monet jednodolarowych. Społeczeństwo amerykańskie raczej dobrze przyjmowało podobne projekty, odpowiadając pozytywnie na program emisji ćwierćdolarówek z serią stanów – the State Quarter program. Projekt prezydencki sprzyjał edukacji obywatelskiej, faworyzując poznanie historii urzędu prezydenckiego. W przypadku złego przyjęcia przez przeciętnych konsumentów, jednodolarówki, jak spodziewał się zarząd mennicy państwowej, trafiłyby w ręce kolekcjonerów.

## Monety serii
Jednodolarówki prezydenckie są emitowane według następującej chronologii:
| Nr w serii | Kolejność prezydentów | Prezydent              | Data emisji          | Mennica w Denver | Mennica w Filadelfii | Emisja całkowita | Wygląd                        | Daty urzędowania |
| ---------- | --------------------- | ---------------------- | -------------------- | ---------------- | -------------------- | ---------------- | ----------------------------- | ---------------- |
| 1          | 1                     | George Washington      | 15 lutego 2007       | 163 680 000      | 176 680 000          | 340 360 000      | Washington dollar             | 1789–1797        |
| 2          | 2                     | John Adams             | 17 maja 2007         | 112 140 000      | 112 420 000          | 224 560 000      | John Adams dollar             | 1797–1801        |
| 3          | 3                     | Thomas Jefferson       | 16 sierpnia 2007     | 102 810 000      | 100 800 000          | 203 610 000      | Jefferson dollar              | 1801–1809        |
| 4          | 4                     | James Madison          | 15 listopada 2007    | 87 780 000       | 84 560 000           | 172 340 000      | Madison dollar                | 1809–1817        |
| 5          | 5                     | James Monroe           | 14 lutego 2008       | 60 230 000       | 64 260 000           | 124 490 000      | Monroe dollar                 | 1817–1825        |
| 6          | 6                     | John Quincy Adams      | 15 maja 2008         | 57 720 000       | 57 540 000           | 115 260 000      | John Quincy Adams dollar      | 1825–1829        |
| 7          | 7                     | Andrew Jackson         | 14 sierpnia 2008     | 61 070 000       | 61 180 000           | 122 250 000      | Jackson dollar                | 1829–1837        |
| 8          | 8                     | Martin Van Buren       | 13 listopada 2008    | 51 520 000       | 50 960 000           | 102 480 000      | Van Buren dollar              | 1837–1841        |
| 9          | 9                     | William Henry Harrison | 19 lutego 2009       | 43 260 000       | 55 160 000           | 98 420 000       | William Henry Harrison dollar | 1841             |
| 10         | 10                    | John Tyler             | 21 maja 2009         | 43 540 000       | 43 540 000           | 87 080 000       | Tyler dollar                  | 1841–1845        |
| 11         | 11                    | James K. Polk          | 20 sierpnia 2009     | 41 720 000       | 46 620 000           | 88 340 000       | Polk dollar                   | 1845–1849        |
| 12         | 12                    | Zachary Taylor         | 19 listopada 2009    | 36 680 000       | 41 580 000           | 78 260 000       | Taylor dollar                 | 1849–1850        |
| 13         | 13                    | Millard Fillmore       | 18 lutego 2010       | 36 960 000       | 37 520 000           | 74 480 000       | Fillmore dollar               | 1850–1853        |
| 14         | 14                    | Franklin Pierce        | 20 maja 2010         | 38 220 000       | 38 360 000           | 76 580 000       | Pierce dollar                 | 1853–1857        |
| 15         | 15                    | James Buchanan         | 19 sierpnia 2010     | 36 540 000       | 36 820 000           | 73 360 000       | Buchanan dollar               | 1857–1861        |
| 16         | 16                    | Abraham Lincoln        | 18 listopada 2010    | 48 020 000       | 49 000 000           | 97 020 000       | Lincoln dollar                | 1861–1865        |
| 17         | 17                    | Andrew Johnson         | 17 lutego 2011       | 37 100 000       | 35 560 000           | 72 660 000       | Johnson dollar                | 1865–1869        |
| 18         | 18                    | Ulysses S. Grant       | 19 maja 2011         | 37 940 000       | 38 080 000           | 76 020 000       | Grant dollar                  | 1869–1877        |
| 19         | 19                    | Rutherford Hayes       | 18 sierpnia 2011     | 36 820 000       | 37 660 000           | 74 480 000       | Hayes dollar                  | 1877–1881        |
| 20         | 20                    | James A. Garfield      | 17 listopada 2011    | 37 100 000       | 37 100 000           | 74 200 000       | Garfield dollar               | 1881             |
| 21         | 21                    | Chester A. Arthur      | 5 lutego 2012        | 2 800 000        | 6 020 000            | 8 820 000        | Arthur dollar                 | 1881–1885        |
| 22         | 22                    | Grover Cleveland       | 25 maja 2012         | 2 660 000        | 5 460 000            | 8 120 000        | Cleveland dollar              | 1885–1889        |
| 23         | 23                    | Benjamin Harrison      | 16 sierpnia 2012     | 4 200 000        | 5 682 000            | 9 882 000        | Harrison dollar               | 1889–1893        |
| 24         | 24                    | Grover Cleveland       | 15 listopada 2012    | 3 220 000        | 10 722 000           | 13 942 000       | Cleveland 2 dollar            | 1893–1897        |
| 25         | 25                    | William McKinley       | 19 lutego 2013       | 3 365 100        | 4 760 000            | 8 125 100        |                               | 1897–1901        |
| 26         | 26                    | Theodore Roosevelt     | 11 kwietnia 2013     | 3 920 000        | 5 310 700            | 9 230 700        |                               | 1901–1909        |
| 27         | 27                    | William Howard Taft    | 9 lipca 2013         | 3 360 000        | 4 760 000            | 8 120 000        |                               | 1909–1913        |
| 28         | 28                    | Woodrow Wilson         | 17 października 2013 | 3 360 000        | 4 620 000            | 7 980 000        |                               | 1913–1921        |
| 29         | 29                    | Warren G. Harding      | 6 lutego 2014        | 3 780 000        | 6 160 000            | 9 940 000        | Harding 2 dollar              | 1921–1923        |
| 30         | 30                    | Calvin Coolidge        | 2014                 | 3 780 000        | 4 480 000            | 8 260 000        | Coolidge 2 dollar             | 1923–1929        |
| 31         | 31                    | Herbert Hoover         | 2014                 | 3 780 000        | 4 480 000            | 8 260 000        | Hoover 2 dollar               | 1929–1933        |
| 32         | 32                    | Franklin D. Roosevelt  | 2014                 | 3 920 000        | 4 760 000            | 8 680 000        | Roosevelt 2 dollar            | 1933–1945        |
| 33         | 33                    | Harry S. Truman        | 2015                 | 3 500 000        | 4 900 000            | 8 400 000        | Truman 2 dollar               | 1945–1953        |
| 34         | 34                    | Dwight D. Eisenhower   | 2015                 | 3 645 998        | 4 900 000            | 8 545 998        | Eisenhower 2 dollar           | 1953–1961        |
| 35         | 35                    | John F. Kennedy        | 2015                 | 5 180 000        | 6 160 000            | 11 340 000       | Kennedy 2 dollar              | 1961–1963        |
| 36         | 36                    | Lyndon B. Johnson      | 2015                 | 4 200 000        | 7 840 000            | 12 040 000       | Johnson 2 dollar              | 1963–1969        |
| 37         | 37                    | Richard Nixon          | 2016                 | 4 340 000        | 5 460 000            | 10 000 000       | Nixon 2 dollar                | 1969–1974        |
| 38         | 38                    | Gerald Ford            | 2016                 | 5 040 000        | 5 460 000            | 10 500 000       | Ford 2 dollar                 | 1974–1977        |
| †          | 39                    | Jimmy Carter           |                      |                  |                      |                  |                               | 1977–1981        |
| 39         | 40                    | Ronald Reagan          | 2016                 | 5 880 000        | 7 140 000            | 13 020 000       |                               | 1981–1989        |
| 40         | 41                    | George H.W. Bush       | 2020                 | 1 502 425        | 1 242 275            | 2 744 700        |                               | 1989–1993        |
| †          | 42                    | Bill Clinton           |                      |                  |                      |                  |                               | 1993–2001        |
| †          | 43                    | George W. Bush         |                      |                  |                      |                  |                               | 2001–2009        |
| †          | 44                    | Barack Obama           |                      |                  |                      |                  |                               | 2009-2017        |
| †          | 45                    | Donald Trump           |                      |                  |                      |                  |                               | 2017-2021        |

† – Ustawa określa, że prezydent może być uhonorowany jednodolarówką dopiero w dwa lata po jego śmierci.

## Seria z pierwszymi damami

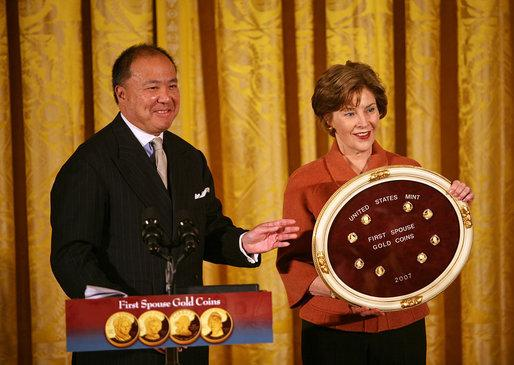
Dyrektor mennicy oraz pierwsza dama Laura Bush podczas pokazu pierwszej złotej dziesięciodolarówki w listopadzie 2007

Obok programu emisji jednodolarówek prezydenckich, Stany Zjednoczone rozpoczęły emisję złotych dziesięciodolarówek z podobiznami pierwszych dam (ang. First Ladies, First Spouses).
Mennica państwowa emituje dziesięciodolarówki według tego samego klucza co w przypadku jednodolarówek prezydenckich. Na awersie monet w tej serii znajduje się podobizna pierwszej damy, jej imię i nazwisko, daty jej „urzędowania”, rok emisji oraz słowa „In God We Trust” i „Liberty”. Na rewersie znajdzie się przedstawienie pierwszej damy w charakterystycznej dla niej pozie oraz napisy „The United States of America”, „E Pluribus Unum”, „$10”, „1/2 oz.”, oraz „9999 Fine Gold”.
Jeśli w czasie sprawowania urzędu prezydenta nie było pierwszej damy, jak w przypadku Thomasa Jeffersona, mennica wyemituje złotą monetę z przedstawieniem wolności, charakterystycznym dla obiegowych monet ówczesnej epoki. Na rewersie znajdzie się wówczas scena przedstawiająca charakterystykę prezydenta. Jedynym wyjątkiem będzie moneta z sufrażystką Alice Paul, związaną z czasami prezydenta Chestera A. Arthura, ponieważ prezydent ten był wdowcem w czasie pełnienia urzędu.
Ustawa nakazywała, by pierwsza złota moneta z pierwszą damą została wybita w tym samym czasie, co odpowiadająca jej jednodolarówka prezydencka, nawet jeśli kobieta ta jeszcze żyje. Nie obowiązuje tu więc zasada, iż wolno bić konkretną monetę dopiero w dwa lata po śmierci osoby przedstawianej. Obecnie żyją dwie pierwsze damy, które mogą jeszcze za życia znaleźć się na monetach w tej serii: Betty Ford i Nancy Reagan.
Mennica Stanów Zjednoczonych wyemitowała oficjalnie pierwszą monetę z serii „Żon Prezydenckich” 19 czerwca 2007. Moneta ta ma dwie formy: wersję lustrzaną (ang. „proof coinage”) o wartości 429,95  USD oraz wersję zwykła (ang. „uncirculated”), o wartości 410,95 USD. Mennica wybija także za każdym razem brązowy medal z tymi samymi co na złotej monecie wizerunkami, który nie jest środkiem płatniczym. W lutym 2009 amerykański magazyn numizmatyczny Coin World doniósł, iż jakaś część medali z Abigail Adams została wybita przy użyciu rewersu medalu z Louisą Adams z 2008.
Dziesięciodolarówki z pierwszymi damami są emitowane według następującej chronologii:
| Nr w serii | Imię i nazwisko            | Data emisji          | Wartość emisyjna | Awers | Rewers | Awers medalu | Rewers medalu | Czas urzędowania |
| ---------- | -------------------------- | -------------------- | ---------------- | ----- | ------ | ------------ | ------------- | ---------------- |
| 1          | Martha Washington          | 19 czerwca 2007      | $429.95          |       |        |              |               | 1789–1797        |
| 2          | Abigail Adams              | 19 czerwca 2007      | $429.95          |       |        |              |               | 1797–1801        |
| 3          | Wolność (Thomas Jefferson) | 30 sierpnia 2007     | $429.95          |       |        |              |               | 1801–1809        |
| 4          | Dolley Madison             | 19 listopada 2007    | $529.95          |       |        |              |               | 1809–1817        |
| 5          | Elizabeth Monroe           | 28 lutego 2008       | $619.95*         |       |        |              |               | 1817–1825        |
| 6          | Louisa Adams               | 29 maja 2008         | $619.95*         |       |        |              |               | 1825–1829        |
| 7          | Wolność (Andrew Jackson)   | 28 sierpnia 2008     | $619.95*         |       |        |              |               | 1829–1837        |
| 8          | Wolność (Martin Van Buren) | 25 listopada 2008    | $549.95          |       |        |              |               | 1837–1841        |
| 9          | Anna Harrison              | 5 marca 2009         | $629.00          |       |        |              |               | 1841             |
| 10         | Letitia Tyler              | 2 lipca 2009         | –                |       |        |              |               | 1841–1842        |
| 10A        | Julia Tyler                | 6 sierpnia 2009      | –                |       |        |              |               | 1844–1845        |
| 11         | Sarah Polk                 | 3 września 2009      | –                |       |        |              |               | 1845–1849        |
| 12         | Margaret Taylor            | 3 grudnia 2009       | –                |       |        |              |               | 1849–1850        |
| 13         | Abigail Fillmore           | 18 marca 2010        | –                |       |        |              |               | 1850–1853        |
| 14         | Jane Pierce                | 3 czerwca 2010       | –                |       |        |              |               | 1853–1857        |
| 15         | Wolność (James Buchanan)   | 2 września 2010      | –                |       |        |              |               | 1857–1861        |
| 16         | Mary Todd Lincoln          | 2 grudnia 2010       | –                |       |        |              |               | 1861–1865        |
| 17         | Eliza Johnson              | maj 2011             | –                |       |        |              |               | 1865–1869        |
| 18         | Julia Grant                | czerwiec 2011        | –                |       |        |              |               | 1869–1877        |
| 19         | Lucy Hayes                 | 1 września 2011      | –                |       |        |              |               | 1877–1881        |
| 20         | Lucretia Garfield          | 1 grudnia 2011       | –                |       |        |              |               | 1881             |
| 21         | Alice Paul                 | 12 października 2012 | –                |       |        | –            | –             | – †              |
| 22         | Frances Cleveland          | 15 listopada 2012    | –                |       |        | –            | –             | 1886–1889        |
| 23         | Caroline Harrison          | 6 grudnia 2012       | –                |       |        | –            | –             | 1889–1893        |
| 24         | Frances Cleveland          | 20 grudnia 2012      | –                |       |        | –            | –             | 1893–1897        |
| 25         | Ida McKinley               | 14 listopada 2013    | –                |       |        | –            | –             | 1897–1901        |
| 26         | Edith Roosevelt            | 21 listopada 2013    | –                |       |        | –            | –             | 1901–1909        |
| 27         | Helen Taft                 | 2 grudnia 2013       | –                |       |        | –            | –             | 1909–1913        |
| 28         | Ellen Wilson               | 9 grudnia 2013       | –                |       |        | –            | –             | 1913–1914        |
| 28A        | Edith Wilson               | 16 grudnia 2013      | –                |       |        | –            | –             | 1915–1921        |
| 29         | Florence Harding           | 10 lipca 2014        | –                |       |        | –            | –             | 1921–1923        |
| 30         | Grace Coolidge             | 17 lipca 2014        | –                |       |        | –            | –             | 1923–1929        |
| 31         | Lou Hoover                 | 14 sierpnia 2014     | –                |       |        | –            | –             | 1929–1933        |
| 32         | Eleanor Roosevelt          | 4 września 2014      | –                |       |        | –            | –             | 1933–1945        |
| 33         | Bess Truman                | 2015                 | –                |       |        | –            | –             | 1945–1953        |
| 34         | Mamie Eisenhower           | 2015                 | –                |       |        | –            | –             | 1953–1961        |
| 35         | Jacqueline Kennedy         | 2015                 | –                |       |        | –            | –             | 1961–1963        |
| 36         | Lady Bird Johnson          | 2015                 | –                |       |        | –            | –             | 1963–1969        |
| 37         | Pat Nixon                  | 2016                 | –                |       |        | –            | –             | 1969–1974        |
| 38         | Elizabeth Ford             | 2016                 | –                |       |        | –            | –             | 1974–1977        |
| ‡          | Rosalynn Carter            | ‡                    |                  |       |        |              |               | 1977–1981        |
| 39         | Nancy Reagan               | 2016                 | –                |       |        | –            | –             | 1981–1989        |
| ‡          | Barbara Bush               | ‡                    |                  |       |        |              |               | 1989–1993        |
| ‡          | Hillary Clinton            | ‡                    |                  |       |        |              |               | 1993–2001        |
| ‡          | Laura Bush                 | ‡                    |                  |       |        |              |               | 2001–2009        |
| ‡          | Michelle Obama             | ‡                    |                  |       |        |              |               | 2009–2017        |
| ‡          | Melania Trump              | ‡                    |                  |       |        |              |               | 2017–2021        |

* Ze względu na zmienność cen na rynku złota, Mennica Stanów Zjednoczonych obniżyła wartość monet do 549,95 $ 12 listopada 2008, tak by odpowiadała on aktualnej sytuacji na rynku.
† Żona Chester A. Arthur zmarła, zanim został on prezydentem. Podczas prezydentury nie było więc pierwszej damy. Ustawa reguluje, iż wybita zostanie moneta z podobizną Alice Paul, która urodziła się podczas tej kadencji.
‡ Dla tej pierwszej damy nie zostały jeszcze spełnione kwalifikacje edycyjne.